# Arabis beirana
Arabis beirana é uma espécie de planta com flor pertencente à família Brassicaceae. 
A autoridade científica da espécie é P.Silveira, Paiva & N.Marcos, tendo sido publicada em Botanical Journal of the Linnean Society 135: 299. 2001.

## Portugal
Trata-se de uma espécie presente no território português, nomeadamente em Portugal Continental.
Em termos de naturalidade é endémica da região atrás referida.

## Protecção
Não se encontra protegida por legislação portuguesa ou da Comunidade Europeia.